# Nagybarca
Nagybarca ist eine ungarische Gemeinde im Kreis Kazincbarcika im Komitat Borsod-Abaúj-Zemplén.

## Geografische Lage
Nagybarca liegt in Nordungarn, 25 Kilometer nordwestlich des Komitatssitzes Miskolc und  7 Kilometer südwestlich der Kreisstadt Kazincbarcika. Die höchste Erhebung auf dem Gemeindegebiet ist der 386 Meter hohe Csatorna-hegy. Nachbargemeinden sind Vadna, Bánhorváti, und Sajóvelezd.

## Söhne und Töchter der Gemeinde
- Pál Balogh (1794–1867), Arzt, Sprachforscher und Höhlenforscher
- Tibor Tollas (1920–1997), Dichter und Zeitungsherausgeber

## Sehenswürdigkeiten
- Pál-Balogh-Gedenktafel
- Reformierte Kirche, ursprünglich im 13. Jahrhundert erbaut, 1905 stark umgebaut
- Tibor-Tollas-Gedenkhaus
- Waldseen (Hét-tó) im östlichen Teil der Gemeinde
- Weltkriegsdenkmal